# Five Nights at Freddy's (filme)
Five Nights at Freddy's (bra: Five Nights at Freddy's - O Pesadelo Sem Fim; palop/prt: Five Nights at Freddy's - O Filme) é um filme de terror estadunidense dirigido por Emma Tammi, que coescreveu o roteiro com Scott Cawthon e Seth Cuddeback. Produzido pela Blumhouse Productions e Striker Entertainment, é baseado na série de jogos eletrônicos de mesmo nome criada por Cawthon, que também serve como produtor com Jason Blum. Estrelado por Josh Hutcherson, Piper Rubio, Kat Conner Sterling, Elizabeth Lail, Mary Stuart Masterson e Matthew Lillard.
O desenvolvimento de uma adaptação cinematográfica de Five Nights at Freddy's foi anunciado pela primeira vez em abril de 2015, com o envolvimento da Warner Bros. Pictures. Roy Lee, David Katzenberg e Seth Grahame-Smith foram escolhidos para produzi-lo, com Gil Kenan sendo contratado para dirigi-lo e coescrevê-lo. Após vários atrasos para iniciar a produção, a Warner Bros. acabou cancelando o projeto e Kenan acabou desistindo. Em março de 2017, foi anunciado que a Blumhouse Productions produziria o filme. Chris Columbus foi definido para escrever e dirigir em fevereiro de 2018. Mais tarde, Columbus deixou o projeto, com Emma Tammi substituindo-o como diretora e corroteirista em outubro de 2022. O elenco principal foi confirmado em dezembro, enquanto outras adições ao elenco foram assinadas em março de 2023. As filmagens começaram em 1° de fevereiro de 2023 em Nova Orleães e terminaram em 3 de abril do mesmo ano.

## Sinopse
O filme segue Mike (Josh Hutcherson), um jovem angustiado cuidando de sua irmã de 10 anos, Abby (Piper Rubio); assombrado pelo desaparecimento não resolvido de seu irmão mais novo, há mais de uma década.
Recentemente demitido e desesperado por um emprego para que possa manter a custódia de Abby, Mike concorda em trabalhar como segurança noturno de um restaurante temático abandonado: a Pizzaria Freddy Fazbear. Porém, Mike logo descobre que nada no Freddy's é como se parece. Com a ajuda de Vanessa, uma policial local (Elizabeth Lail), as noites de Mike no Freddy's vão levá-lo a encontros inexplicáveis com o sobrenatural e arrastá-lo ao fundo de um pesadelo indescritível.
O filme também estrela Mary Stuart Masterson, como a tia fria de Mike, Jane; Kat Conner Sterling como a babá carinhosa de Abby, Max; e Matthew Lillard como Steve Raglan, o presunçoso conselheiro de carreira de Mike.

## Elenco
- Josh Hutcherson como Mike Schmidt, o vigilante noturno da Pizzaria Freddy Fazbear.[12]
- Matthew Lillard como Steve Raglan, o presunçoso conselheiro de carreira de Mike.
- Mary Stuart Masterson como Jane, a gélida tia de Mike.
- Piper Rubio como Abby Schmidt, a irmã mais nova de Mike.
- Kat Conner Sterling como Maxine, a babá carinhosa de Abby.
- Elizabeth Lail como Vanessa Shelly, uma policial que aparece em um dos turnos de Mike.

O Youtuber CoryxKenshin faz uma aparição como um motorista de táxi.

## Produção

### Desenvolvimento

#### Warner Bros. Pictures (2015–2017)
A Warner Bros. Pictures anunciou em abril de 2015 que havia adquirido os direitos cinematográficos da série de jogos eletrônicos Five Nights at Freddy's. Roy Lee, David Katzenberg e Seth Grahame-Smith seriam os produtores. Seth afirmou que eles iriam colaborar com Cawthon "para fazer um filme insano, aterrorizante e estranhamente adorável". Em julho do mesmo ano, Gil Kenan assinou um contrato para dirigir a adaptação e coescrevê-la com Tyler Burton Smith. Em janeiro de 2017, Scott afirmou que parcialmente devido a "problemas dentro da indústria cinematográfica como um todo", o filme "encontrou vários atrasos e obstáculos" e estava "de volta à estaca zero", mas ele prometeu:

Estou envolvido com o filme desde o primeiro dia e isso é algo extremamente importante para mim. Quero que este filme seja algo que estou animado para a  fanbase ver.
Em março de 2017, Scott postou no Twitter uma foto na Blumhouse Productions, sugerindo que o filme tinha uma nova produtora. Em maio do mesmo ano, o produtor Jason Blum confirmou a notícia, dizendo que estava animado e trabalhando em estreita colaboração com Scott na adaptação. Em junho do mesmo ano, Gil disse que não estava mais dirigindo o filme após ele deixar a Warner Bros. Pictures.

#### Blumhouse Productions/Universal Pictures (2017–presente)

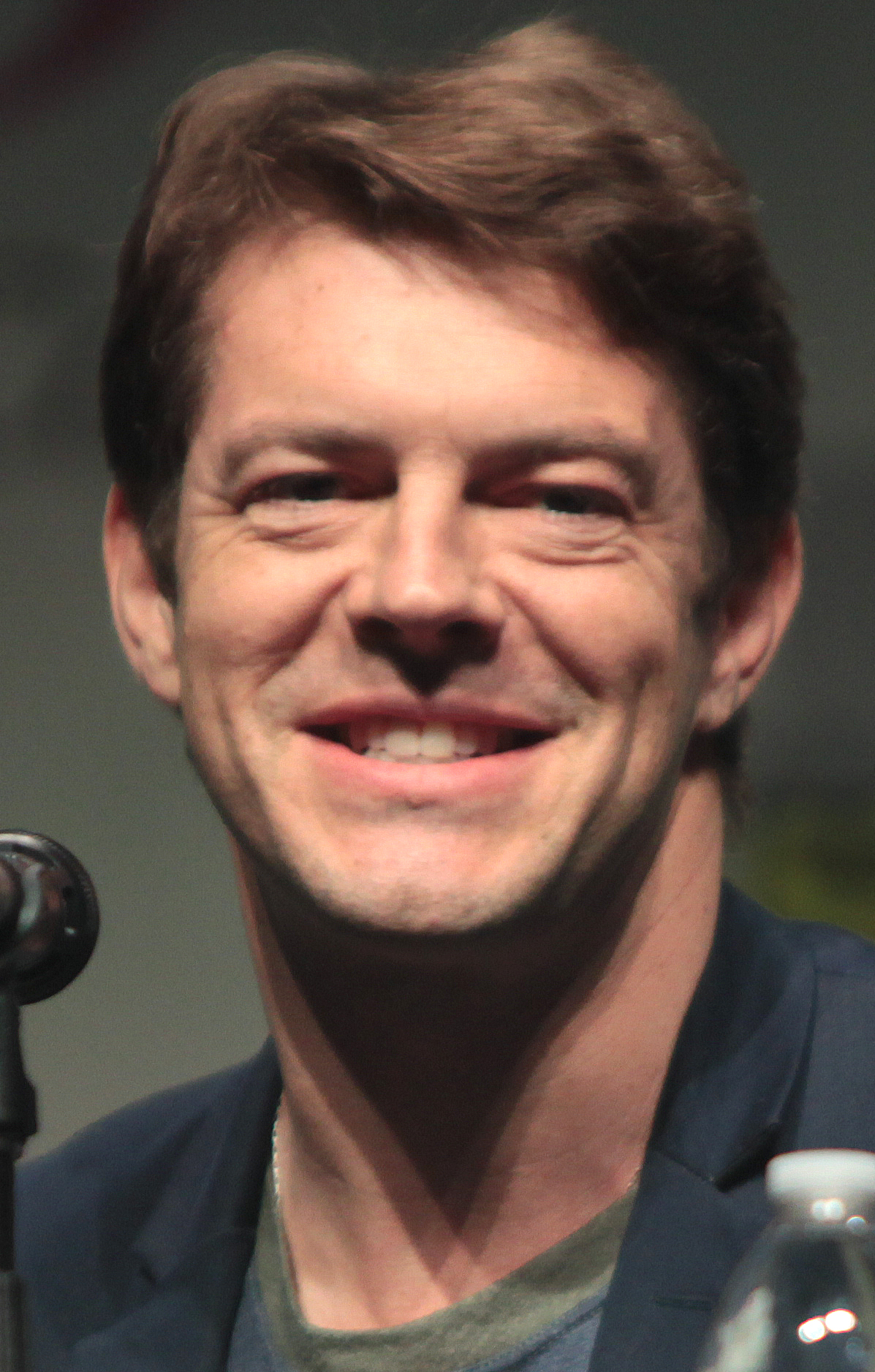
O produtor Jason Blum

Em fevereiro de 2018, foi anunciado que Chris Columbus iria dirigir e escrever o filme, além de produzi-lo com Jason e Scott.
Em agosto de 2018, Scott anunciou que o primeiro rascunho do roteiro do filme, que ele escreveu com a coautora da trilogia de romances da franquia, Kira Breed-Wrisley, havia sido concluído e envolveria os eventos do primeiro jogo da série. No mesmo mês, Jason escreveu no Twitter que o filme pretendia ser lançado em 2020. Em novembro, Cawthon anunciou que seu roteiro para o filme, apesar de ser apreciado por Columbus e Blum, havia sido descartado por ele, pois ele "tinha uma ideia diferente para [a história], uma que eu gostava mais". Isso contribuiria para um novo atraso no filme, que Cawthon assumiu total responsabilidade. Em junho de 2020, durante uma entrevista ao Fandom, Blum, ao falar sobre o andamento do filme, afirmou:
Está super ativo, então eu realmente sinto que temos uma boa chance de ver um filme de Five Nights at Freddy's... Eu sinto que está realmente avançando, não está parado nem nada. Está avançando rapidamente. Não quero colocar uma palavra nisso, mas em breve teremos um filme. Eu me sinto muito confiante sobre isso.
Em setembro de 2021, foi revelado por Blum que Columbus não estava mais envolvido com o projeto, mas ainda estava em desenvolvimento ativo. Em agosto de 2022, Blum revelou que a Jim Henson's Creature Shop estaria trabalhando nos animatrônicos do filme. Em outubro do mesmo ano, Emma Tammi foi anunciada para dirigir o filme e coescrevê-lo com Cawthon e Seth Cuddeback.

### Escalação do elenco
Em dezembro de 2022, Josh Hutcherson e Matthew Lillard se juntaram ao elenco como papéis não revelados. O popular Youtuber Dawko revelou mais tarde durante uma transmissão ao vivo que Hutcherson interpretaria o segurança Mike Schmidt e Lillard retrataria o vilão principal William Afton. Ele também revelou que Mary Stuart Masterson e Piper Rubio se juntaram ao elenco como uma vilã não revelada e a irmã mais nova de Schmidt, Abby, respectivamente. Em março de 2023, foi relatado que Kat Conner Sterling e Elizabeth Lail foram escaladas para o filme.

### Filmagens
As filmagens de Five Nights at Freddy's foram inicialmente marcadas para começar na primavera de 2021. No entanto, devido à problemas no roteiro, elas foram adiadas. As filmagens começaram em Nova Orleães em 1º de fevereiro de 2023, sob o título provisório Bad Cupcake, e terminaram em 3 de abril. Lillard começou a filmar suas cenas em meados de fevereiro.

## Lançamento

### Estados Unidos
Five Nights at Freddy's foi lançado simultaneamente nos cinemas e no Peacock nos Estados Unidos pela Universal Pictures em 27 de outubro de 2023.

### Brasil
No Brasil, o filme entrou em cartaz em 26 de outubro de 2023.

### Portugal
O filme foi lançado nos cinemas portugueses pela Cinemundo a 1 de novembro de 2023. Contou com uma antestreia no dia 31 de outubro.
Estreou na televisão portuguesa a 27 de junho de 2025, no TVCine Top, e ficou disponível, no mesmo dia, no TVCine+.
Também ficou disponível digitalmente, com legendas em português, nas seguintes plataformas: Apple TV, Google Play, Rakuten TV, YouTube, Prime Video e SkyShowtime.

### PALOP
Em Angola, Moçambique e Cabo Verde, o filme foi lançado nos cinemas pela Cinemundo a 3 de novembro de 2023. Contou com uma antestreia no dia 31 de outubro, mas apenas em Cabo Verde.
Em Moçambique, Guiné-Bissau e Cabo Verde, ficou disponível digitalmente, com legendas em português, na Apple TV.

### Macau
Em Macau, o filme estreou nos cinemas a 26 de outubro de 2023, mas apenas legendado em cantonês.
Ficou disponível digitalmente, com legendas em português, na Apple TV.

## Romantização
O argumento do filme foi adaptado em romance por Andrea Waggener e publicado pela Scholastic a 26 de dezembro de 2023, com o título Five Nights at Freddy's: The Official Movie Novel.
Em Portugal, o livro foi traduzido por Sónia Lopes e publicado pela Editorial Presença a 22 de maio de 2024, com o título Cinco Noites de Pesadelos - Five Nights at Freddy's: A História Oficial do Filme. Esta edição também está licenciada para publicação em Angola, Moçambique, Guiné-Bissau, Guiné Equatorial, Cabo Verde, São Tomé e Príncipe, Timor-Leste e Macau.

## Futuro
Em agosto de 2018, Cawthon disse que se o primeiro filme fizesse sucesso, poderia haver um segundo e um terceiro filme, seguindo os eventos do segundo e terceiro jogos, respectivamente. Em janeiro de 2023, em entrevista ao podcast WeeklyMTG, Lillard revelou que assinou um contrato de três filmes com os estúdios.